# Paavo Aaltonen
Paavo Aaltonen (11. prosince 1919, Kemi – 9. září 1962, Sipoo) byl finský gymnasta.
Aaltonen byl olympijský vítěz v roce 1948 (družstva, přeskok, kůň našíř), byl třetí na OH 1948 (víceboj jednotlivců) a OH 1952 (družstva). V roce 1950 se stal mistrem světa na hrazdě.